# Качори (гміна Водине)
Качори (пол. Kaczory) — село в Польщі, у гміні Водине Седлецького повіту Мазовецького воєводства.
Населення — 54 особи (2011).
У 1975-1998 роках село належало до Седлецького воєводства.

## Демографія
Демографічна структура станом на 31 березня 2011 року:
|          | Загалом | Допрацездатний вік | Працездатний вік | Постпрацездатний вік |
| -------- | ------- | ------------------ | ---------------- | -------------------- |
| Чоловіки | 27      | 6                  | 15               | 6                    |
| Жінки    | 27      | 8                  | 13               | 6                    |
| Разом    | 54      | 14                 | 28               | 12                   |